# Meiny Epema-Brugman
Meiny Epema-Brugman (28 de Novembro de 1930 – 26 de Setembro de 2022) foi uma política holandesa. Membro do Partido do Trabalho, serviu na Segunda Câmara de 1970 a 1971 e novamente de 1972 a 1982.
Epema-Brugman faleceu em Huizen a 26 de Setembro de 2022, aos 91